# Osteoglossoidei
Los Osteoglossoidei  son un suborden del grupo Osteoglossiformes (latín "lenguas huesudas")  conteniendo a  Pantodontidae (peces mariposa) y a Osteoglossidae (arowanas), y a familias  extintas.